# Clã Oda

O emblema (mon) do clã Oda

O Clã Oda (織田氏, Oda-shi) foi um clã japonês do daimyo que se tornou numa importante força política durante o período Sengoku da história do Japão. O clã atingiu o seu auge durante a liderança de Oda Nobunaga antes de caírem da sua elevada posição após a sua morte durante o incidente Honnō-ji. Entretanto várias famílias permaneceram em casas daimyo até ao surgimento da Restauração Meiji.

## História

### Origens
O clã Oda durante o tempo de Nobunaga alegou que eram descendentes do clã Taira, por parte de Taira no Chikazane, neto de Taira no Shigemori (1138- 1179).
Taira Chikazane havia-se estabelecido em Oda (província de Echizen) adquirindo assim o nome. Os seus descendentes, importantes vassalos do clã Shiba, shugo (governadores) de Echizen, da província de Owari, entre outros, receberam o Castelo de Inuyama, em 1435, que foi construído por Shiba Yoshitake. Oda atuou como shugo-dai (vice-governador) durante várias gerações.

## Independência
Em 1452, após a morte de Shiba Yoshitake, vassalos dos clãs Oda e Asakura da Província de Echizen recusaram-se a apoiar a sucessão de Shiba Yoshitoshi passando a apoiar Yoshikado Shiba. Com isto, houve uma divisão entre domínios onde, gradualmente foram-se tornando independentes.

## Importantes membros do clã Oda

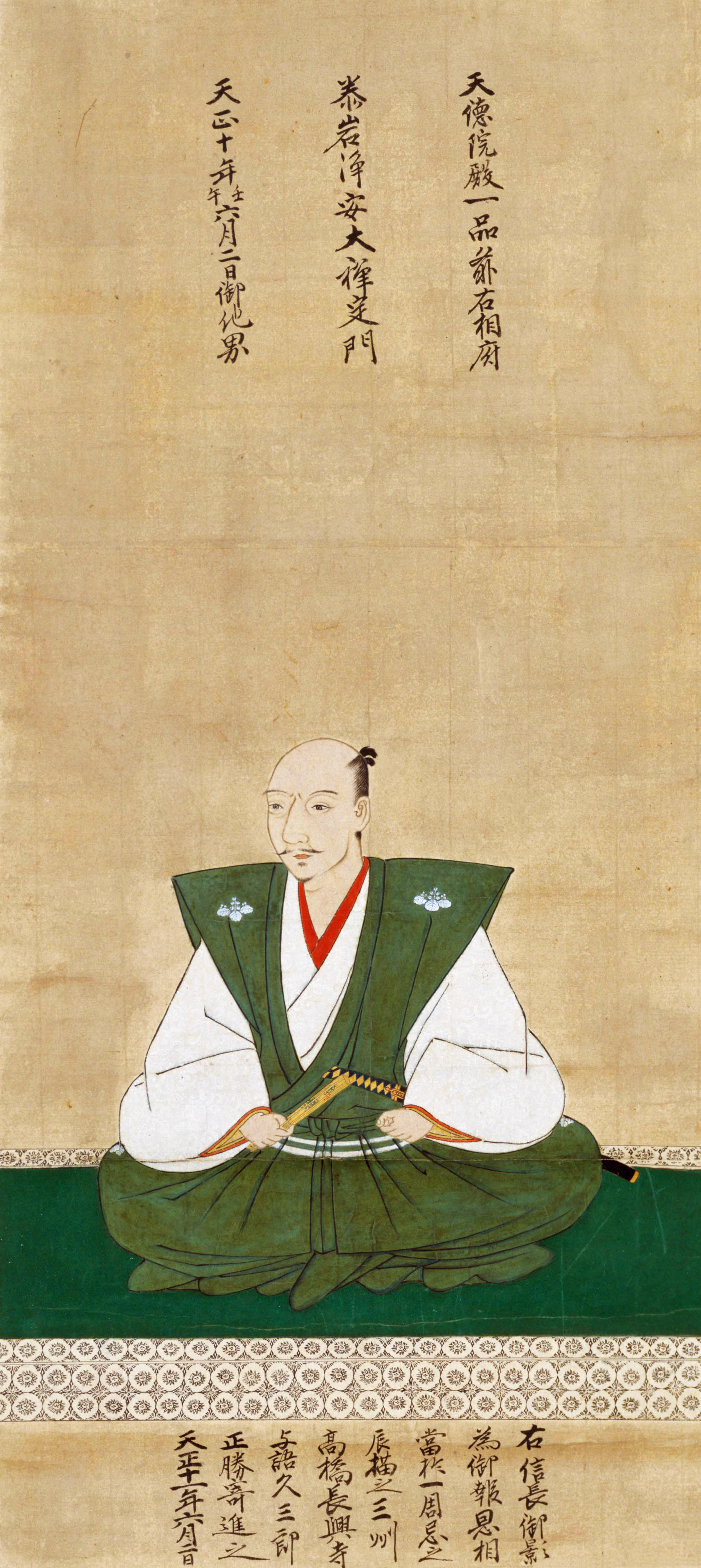
Oda Nobunaga, membro mais famoso do clã.

- Oda Chikazane (século XII)
- Oda Nobuhide (1510–1551)
- Oda Nobuhiro (morre a 1574)
- Oda Nobunaga (1534–1582)
- Oda Nobuyuki (1536–1557)
- Oda Nobukane (1548–1614)
- Oda Nagamasu (1548–1622)
- Oda Nobuharu (1549–1570)
- Oda Nobutsumi (1555–1583)
- Oda Nobutada (1557–1582)
- Oda Nobutaka (1558–1583)
- Oda Nobukatsu (1558–1630)
- Oda Hidekatsu (1567–1593)
- Oda Katsunaga (1568–1582)
- Oda Hideo/Hidekatsu (1573–1610)
- Oda Hidenobu (1580–1605)
- Oda Nobutoshi (1853–1901)
- Oda Ryuemon (1870 - 1921)
- Oda Kazuo (1915-2000) Born Hawaii
- Oda Heiji (1953- ?)

## Principais castelos do clã

Castelo Nagoya.

1. Castelo Nagoya
2. Castelo Kiyosu
3. Castelo Komakiyama
4. Castelo Gifu
5. Castelo Azuchi